# Gmina Orsa
Gmina Orsa (szw. Orsa kommun) – gmina w Szwecji, w regionie Dalarna, siedzibą jej władz jest Orsa.
Pod względem zaludnienia Orsa jest 256. gminą w Szwecji. Zamieszkuje ją 7031 osób, z czego 50,39% to kobiety (3543) i 49,61% to mężczyźni (3488). W gminie zameldowanych jest 207 cudzoziemców. Na każdy kilometr kwadratowy przypada 4,03 mieszkańca. Pod względem wielkości gmina zajmuje 51. miejsce.